# Orygocera
Orygocera is een geslacht van vlinders uit de familie van de Depressariidae, uit de onderfamilie Stenomatinae. De wetenschappelijke naam van dit geslacht is voor het eerst voorgesteld door Thomas de Grey Walsingham in een publicatie uit 1897.

## Soorten
- O. albanix Bippus, 2020
- O. ambavaella Viette, 1988
- O. amphichelota Meyrick, 1930
- O. amphitricha (Meyrick, 1910)
- O. ampolomitella (Viette, 1958)
- O. anderesi Viette, 1991
- O. andilambella (Viette, 1985)
- O. aulica (Meyrick, 1912)
- O. aurea (Viette, 1954)
- O. befasyella Viette, 1988
- O. carnicolor Walsingham, 1897
- O. crocoplecta (Meyrick, 1913)
- O. dubiosella (Viette, 1987)
- O. fosaella (Viette, 1958)
- O. gephyropa (Meyrick, 1937)
- O. griveaudella (Viette, 1985)
- O. imbellis (Meyrick, 1914)
- O. indranoella (Viette, 1985)
- O. lemuriella (Viette, 1958)
- O. lenobapta Meyrick, 1924
- O. liliacea Meyrick, 1930
- O. magdalena Meyrick, 1930
- O. marianka (Viette, 1987)
- O. minetorum (Viette, 1987)
- O. mokotraella (Viette, 1985)
- O. occidentella (Viette, 1968)
- O. pauliani (Viette, 1949)
- O. perinetella Viette, 1988
- O. phoenicis (Meyrick, 1908)
- O. phyllograpta (Meyrick, 1928)
- O. propycnota Meyrick, 1930
- O. recordata Meyrick, 1921
- O. rubricata (Meyrick, 1913)
- O. rungsella (Viette, 1956)
- O. rusetella Viette, 1988
- O. sarcopa (Meyrick, 1909)
- O. silvestriella (Viette, 1956)
- O. soaella (Viette, 1968)
- O. speciosella (Legrand, 1966)
- O. sphacterias Meyrick, 1927
- O. subnivea (Viette, 1954)
- O. superciliaris (Meyrick, 1930)
- O. tectulata (Meyrick, 1937)
- O. thysanarcha (Meyrick, 1918)
- O. tricolorella (Viette, 1958)
- O. tryphoxantha (Meyrick, 1930)
- O. vadonella (Viette, 1985)